# Julián Montero
Julián Montero Villamiel, (Leganés, Comunidad de Madrid, España, 31 de agosto de 1940 - Santa Elena, Jaén, 29 de noviembre de 1986), exfutbolista español que se desempeñaba como defensa.

## Trayectoria
Nacido en Leganés, el jugador de Leganés, tras jugar en la ciudad, se forma en las categorías inferiores del Real Madrid, siendo cedido al Rayo Vallecano, CA Osasuna, y Ontinyent, antes de asentarse en el CD Málaga, equipo en el que transcurriría su carrera deportiva durante 10 años, y donde se retiró. Fallecería con 46 años de edad en un accidente de circulación. En su ciudad natal hay un polideportivo como homenaje a su carrera deportiva.

Se considera el primer jugador de Leganés en jugar en Primera División.

## Clubes
| Club           | País   | Año       |
| -------------- | ------ | --------- |
| Rayo Vallecano | España | 1961-1962 |
| CA Osasuna     | España | 1962-1963 |
| Ontinyent      | España | 1963-1964 |
| CD Málaga      | España | 1964-1975 |